# Dieter Bremer
Dieter Bremer (* 20. Februar 1938 in Kiel; † 23. April 2023) war ein deutscher Altphilologe und Hochschullehrer in München.

## Leben
Dieter Bremer, Sohn von Martha Bremer, geborene Moede, und des stellvertretenden Revisionsdirektors Heinrich Bremer. Er studierte von 1958 bis 1965 an den Universitäten von Kiel, Zürich, Rom und Tübingen. Er wurde 1968 an der Eberhard Karls Universität Tübingen mit der Dissertation Licht und Dunkel in der Sprache des archaischen Griechentums zum Doktor der Philosophie promoviert. Die Arbeit erschien 1976 im Druck unter dem Titel Licht und Dunkel in der frühgriechischen Dichtung – Interpretation zur Vorgeschichte der Lichtmetaphysik. Von 1969 bis 1972 hatte er ein Stipendium der Deutschen Forschungsgemeinschaft. In München arbeitet er von 1972 bis 1978 als wissenschaftlicher Assistent. Nach seiner Habilitation an der Universität München (1979) wurde er dort Dozent und 1981 zum Professor für Griechische Philologie ernannt. 2003 trat er in den Ruhestand.
Zu Bremers Forschungsschwerpunkten gehörten Wissenschaft und Künste der Antike sowie deren Rezeption. Er war auch Autor von Übersetzungen und zweisprachigen Ausgaben der Dichter Aischylos (Prometheus in Fesseln, Frankfurt am Main 1988), Pindar (Siegeslieder, München 1994) und Aristophanes (Frauen in der Volksversammlung, Stuttgart 2004, mit Anmerkungen von Niklas Holzberg und einem Nachwort von Maria H. Dettenhofer). Gemeinsam mit seinem Kollegen Andreas Patzer gab Bremer 1985 den Sammelband Wissenschaft und Existenz heraus, der Beiträge zu einem internationalen Symposion zu Ehren von Uvo Hölscher enthielt.
Bremer war seit 1969 verheiratet und hatte einen Sohn.